# NGC 4526
NGC 4526 = NGC 4560 ist eine linsenförmige Galaxie vom Hubble-Typ SB0 im Sternbild Jungfrau auf der Ekliptik. Sie ist schätzungsweise 25 Millionen Lichtjahre von der Milchstraße entfernt und hat einen Durchmesser von etwa 40.000 Lichtjahren. Gemeinsam mit zwölf weiteren Galaxien bildet sie die NGC 4442-Gruppe (LGG 288) und wird unter der Katalognummer VCC 1535 als Mitglied des Virgo-Galaxienhaufens aufgeführt.
Im gleichen Himmelsareal befinden sich u. a. die Galaxien NGC 4518, NGC 4535, NGC 4570, IC 3521.
Die Supernovae SN 1969E und SN 1994D (Typ Ia) wurden hier beobachtet.
Das Objekt wurde am 13. April 1784 von dem deutsch-britischen Astronomen Wilhelm Herschel entdeckt.